# Peruviaanse presidentsverkiezingen 1903
Uit de Peruviaanse algemene verkiezingen van 1903 kwam Manuel de Candamo e Iriarte voort als winnaar. Zijn termijn als president van Peru ging in op 8 september 1903. Op 7 mei 1904 overleed hij tijdens zijn ambt en werd hij korte tijd opgevolgd door Serapio Calderón. Er werden nieuwe verkiezingen voor 1904 uitgeschreven die werden gewonnen door José Pardo y Barreda.